# 黄果枸杞
黄果枸杞（学名：Lycium barbarum var. auranticarpum）为茄科枸杞属下的一个变种。
黄果枸杞是枸杞屬內較稀有的品種，因此又被称作“黄金枸杞”。與同條件下的紅果枸杞比較，前者較無藥味，類胡蘿蔔素量較低，黄酮量較高。

## 扩展阅读
- 維基物種上的相關：黄果枸杞